# Turbobomba

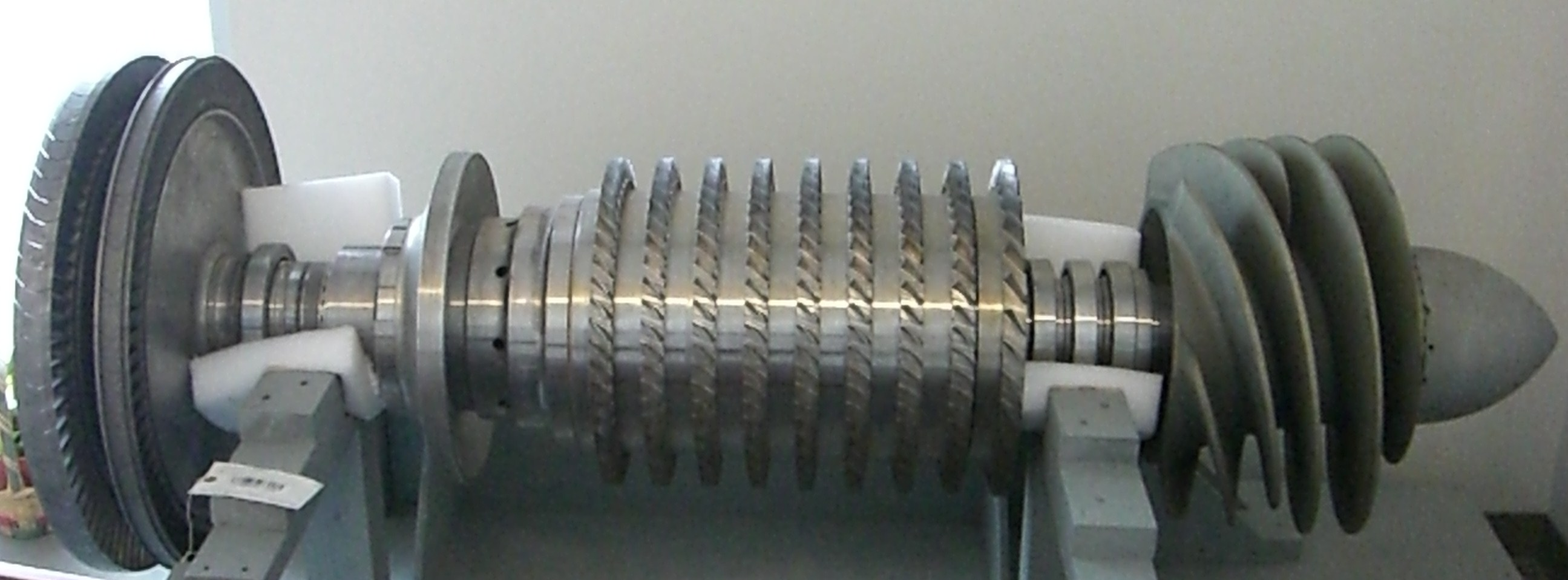
Turbobomba axial dissenyada i construïda pel motor de coet M-1

Una turbobomba és una turbina de gas formada per dos components bàsics: una bomba rotodinàmica i una turbina alimentadora, que sovint estan muntades al mateix eix però que també poden anar engranades. L'objectiu d'una turbobomba és generar un flux de fluid a altra pressió que alimenti una cambra de combustió o un altre dispositiu.
Les turbobombes poden ser de dos tipus: una bomba centrífuga, en què el bombament es duu a terme ejectant un fluid a alta velocitat, o una bomba axial, en què l'alternança de pales rotatives i estàtiques augmenta la pressió del fluid gradualment.
Les bombes axials tenen un diàmetre reduït però proporcionen un augment de pressió relativament baix, de manera que calen diverses fases de compressió. Les bombes centrífugues són molt més potents però tenen un diàmetre molt més gran.
Les turbobombes funcionen de manera molt similar a les turbounitats dels vehicles. Una pressió més elevada del combustible permet el forniment de combustible a cambres de combustió d'alta pressió en motors d'alt rendiment.